# Parafia św. Mikołaja Biskupa w Dzielowie
Parafia pw. św. Mikołaja Biskupa w Dzielowie – parafia rzymskokatolicka znajdująca się w Dzielowie. Należy do dekanatu Kietrz diecezji opolskiej.
Parafia powstała w 1922. Pierwotnie należała do diecezji ołomunieckiej, znajdując się na terenie tzw. dystryktu kietrzańskiego, który do diecezji opolskiej został włączony w 1972.
W parafii znajduje się zabytkowy obraz św. Mikołaja z XIV wieku, prawdopodobnie autorstwa Jana z Nysy. W marcu 2017 roku obraz został oddany do renowacji. Do kościoła wrócił dopiero po remoncie i konserwacji ołtarza pod koniec roku 2018. To wielkie dzieło przyciągało kiedyś tysiące pielgrzymów.

## Historia
Dzielów znany jest z kościoła św. Mikołaja Biskupa, stojącego w cieniu gęstych starych lip przy starej drodze z Baborowa do Raciborza. W XIV stuleciu stała tu blisko Dzielowa stara lipa z obrazem św. Mikołaja, patrona kupców. Pobożny czciciel św. Mikołaja zbudował w miejscu zmurszałej lipy drewnianą kaplicę i umieścił w niej ten obraz. Wierni z Dzielowa i sąsiednich okolic często odwiedzali pielęgnowaną przez pustelników kaplicę. Wkrótce obraz Mikołaja został obwołany cudownym i przybywało tam wiele pielgrzymek. W 1700 roku kaplicę powiększono, która w 1780 roku groziła zawaleniem. Wówczas Baborowianie zażądali przeniesienia cudownego obrazu z Dzielowa do kościoła parafialnego w Baborowie. Spodziewano się tym ściągnąć pielgrzymów do Baborowa. Dzielowianie sprzeciwili się temu planowi. Obraz przez mieszkańców Dzielowa był strzeżony dzień i noc. W kościele bez przerwy paliły się świece, odbywały się modlitwy dopóki urząd kościelny nie ustalił, że cudowny obraz pozostanie w dzielowskiej kaplicy i zostanie polecona jego naprawa. Dzielowianie przystąpili do polepszenia kościoła i zbudowali w nim w 1786 roku murowane prezbiterium. W 1821 roku runęła część sklepienia. Głubczycki starosta w porozumieniu z ówczesnym proboszczem Baborowa zaplanował zniesienie kościółka św. Mikołaja. Sprawę burzenia przekazano na licytację. Mieszkańcy ponownie sprzeciwili się temu zamierzeniu. Oznajmili, że są gotowi zbudować na własny koszt nowy kościół i zatroszczyć się o jego naprawę. W 1824 roku doszło do budowy obecnego kościoła, który w 1945 roku w wyniku działań wojennych został ciężko uszkodzony przez pożar. 
Długoletnim proboszczem parafii, od 1966, aż do przejścia na emeryturę w 2008, był ks. Zygfryd Pyka (1933–2015). Z parafii pochodzi wybitny badacz katakumb rzymskich ks. prał. Józef Wilpert (1857–1944).